# Cumbia argentine
Sous-genres
Voir sous-genres
La cumbia argentine est un genre musical ayant émergé en Argentine, avec des influences de la cumbia colombienne et péruvienne, bien qu'avec des traits caractéristiques du mouvement tropical de ce pays, né pendant la seconde moitié des années 1950 et avec sa phase de développement à partir de 1960. Avec le quatuor Cordoban, qui est apparu au milieu du siècle dernier au sein de la classe ouvrière de Cordoban, ils constituent la movida tropical argentine.

## Histoire

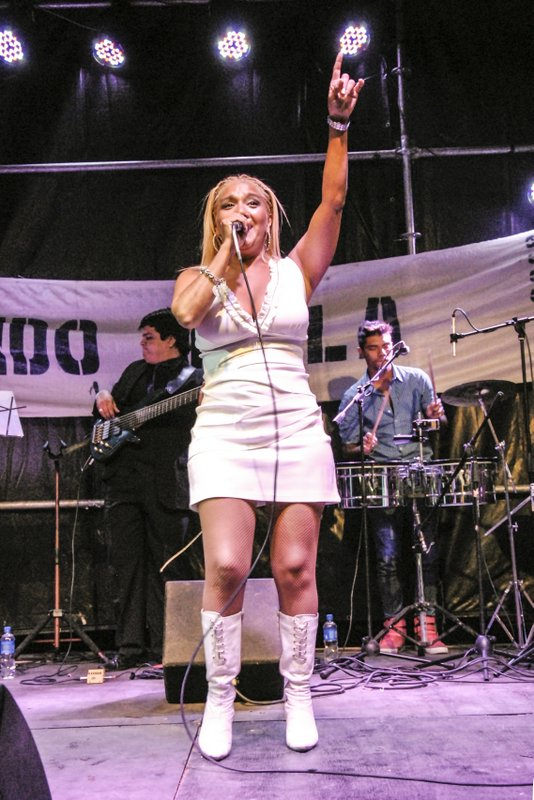
Gladys « La Bomba Tucumana », représentante de la cumbia argentine.

Dans les années 1970, les premières bailantas (« fêtes dansantes de village ») sont apparues dans le Grand Buenos Aires, des lieux où l'on pouvait se rendre pour danser le chamamé et les rythmes tropicaux. Parallèlement, l'apparition de deux maisons de disques, d'abord Magenta Discos puis, dans les années 1980, Leader Music, permet la diffusion et la production d'un marché de la musique tropicale. Ce n'est qu'en 1981 qu'ouvre Tropitango, le premier lieu entièrement consacré à la cumbia. Pendant ce temps, à Santa Fe, sous l'influence de la musique colombienne, commence le mouvement qui sera plus tard connu sous le nom de « cumbia santafesina », qui commence à gagner en popularité en raison de la migration dans le sud de la région métropolitaine de Buenos Aires dans les années 1970. En 1991, il y avait environ 40 lieux de danse de ce genre.
Dans le nord de l'Argentine, une nouvelle scène de cumbia argentine commence également à se former, avec un son caractéristique donné par la grosse caisse et les claviers. Au milieu des années 1980, le claviériste Juan Zapana forme Grupo Sombras à Jujuy, l'un des plus importants du mouvement. En 1987, le chanteur Antonio Ríos rejoint le groupe, qu'il quitte en 1989 pour former Malagata en 1990.
Au début des années 1990, le genre acquiert une plus grande importance dans les médias grâce à des artistes comme Alcides (avec son tube Violeta), Ricky Maravilla (¿Qué tendrá ese petiso ?), Gladys alias « La Bomba Tucumana » (La Pollera amarilla), Pocho la Pantera (El Hijo de Cuca) et Lía Crucet (La Güera Salomé). Toutes ces chansons ont eu une forte rotation à la radio et à la télévision, ce qui en fait des classiques de la cumbia argentine. En 1992, une future chanteuse, Gilda abandonne sa carrière d'institutrice de maternelle et enregistre son premier album De corazón a corazón sous le label Magenta Discos. Puis, avec la maison de disques Clan Music de José « Cholo » Olaya, elle enregistre ses albums La única avec les tubes Corazón herido et La Puerta et avec Pasito a pasito, le tube No me arrepiento de este amor qui lui ouvre les portes de la scène de la danse. Ce n'est qu'en 1995, avec son album Corazón valiente sorti sous le label Leader Music, qu'elle gagne l'amour d'un public qui l'appelle de plus en plus sur scène et des tubes comme Fuiste, Paisaje, Corazón valiente et Un amor verdadero sont les plus joués à la radio et à la télévision. Le 7 septembre 1996, elle meurt dans un accident de la route dans la province d'Entre Ríos.
Le cachengue a été populairement désigné comme un sous-genre de la cumbia argentine ; en réalité, il est plus proche du reguetón. Il fait son apparition avec le groupe Los Wachiturros à la mi-2011 où il devient populaire dans des pays étrangers comme la Bolivie, le Chili et l'Uruguay. Il a évolué au fil des ans et est également une tribu urbaine en Argentine où les adeptes se nomment eux-mêmes « turros/as ».

## Sous-genres

### Cumbia santafesina
Dans les années 1970, la cumbia de Santa Fe, ou cumbia santafesina (avec accordéon) apparaît avec Los Palmeras et Los Cumbiambas (entre autres groupes), qui ont adapté la cumbia colombienne introduite dans le pays par des groupes comme Cuarteto Imperial. En quelques années, un nouveau sous-genre commence à émerger dans la ville de Santa Fe, celui de la cumbia santafesina con guitarra, qui s'appuie sur la guitare comme instrument principal, ce qui a été réalisé par Juan Carlos Denis, guitariste fondateur de Los del Bohío et par Juan Carlos « El Banana » Mascheroni, qui dirigera plus tard un autre groupe emblématique de ce style, Los del Fuego.
De cette façon, le genre cumbia santafesina a été divisé en deux sous-genres, un qui avait l'accordéon comme instrument principal, et un autre qui avait la guitare comme instrument principal. Bien qu'il y ait eu plusieurs groupes de cumbia avec guitare qui ont eu du succès dans le pays, la cumbia santafesina con acordeón a toujours été plus populaire et a eu plus de transcendance dans la culture provinciale et argentine, étant le représentant le plus important du sous-genre le groupe Los Palmeras.
De nouveaux groupes apparaissent dans les années 1980, qui ont popularisé le genre et incorporé de nouvelles tendances, comme Grupo Alegría et Grupo Trinidad. En 1993, il prend le relais de Leo Mattioli, qui développera ensuite une importante carrière solo jusqu'à sa mort en 2011.

### Cumbia norteña
Ce sous-genre de la cumbia argentine est dominé par l'utilisation de la guitare électrique. Il est interprété par des groupes des provinces du nord de l'Argentine telles que Catamarca, La Rioja, Jujuy, Salta, Santiago del Estero et Tucumán. Les groupes du nord de l'Argentine sont nés dans les années 1960, mais ils ont assimilé les influences de groupes péruviens tels que Los Continentales et Mirlos de Perú dans les années 1980. Les principaux représentants sont Grupo Malagata, Antonio Ríos, Grupo Sombras, Daniel Agostini, Sebastián Mendoza, Luz Mala, et La Charanga, entre autres.

### Cumbia villera
Née à la fin des années 1990 dans les bidonvilles du nord du Grand Buenos Aires, la cumbia villera se distingue par ses paroles urbaines et une crise qui touchait les Argentins qui abordent également des sujets comme la dénonciation des politiciens et de la police corrompus, le sexe, la drogue, l'alcool et le crime avec un langage direct et explicite. Ce sous-genre exposait deux problématiques : le processus de transformation de la structure sociale argentine et le développement de codes culturels permettant l'expression d'un secteur social spécifique où l'inégalité sociale et la perte de la capacité à s'insérer sur le marché du travail se manifestaient constamment dans ses paroles. Une des principales caractéristiques est que la cumbia villera possède des éléments importants de la culture carcérale qui sont dépeints dans ses chansons. Musicalement, elle est dérivée du sous-genre chicha et cumbia sonidera, avec une présence importante de claviers, de basse et de güiro.
Bien que le genre ait déjà eu quelques groupes auparavant (comme Flor de Piedra, Yerba Brava, Guachin), le nom cumbia villera apparaît en 2000 en raison du nom du premier album de Yerba Brava. Pablo Lescano est désigné comme le créateur de la cumbia villera puisque c'est lui qui a enregistré, en août 1999, le premier CD de Flor de Piedra. En 2000, de nombreux groupes de ce style ont émergé comme Damas Gratis — le groupe phare du mouvement dont Pablo Lescano est le chanteur et le claviériste — Mala Fama et Meta Guacha, rejoints ensuite par d'autres comme Los Pibes Chorros, Re Piola, Pala Ancha, Los Gedes et Supermerk2.

### Cachengue
Le cachengue, ou cumbia RKT (pour Reguetón - Kumbia - Trap), est un genre qui était à l'origine connu sous le nom de cumbia turra. Bien qu'elle ait été appelée « cumbia » et qu'elle soit populairement considérée comme un sous-genre de celle-ci, elle est en fait plus proche du reguetón. Il a fait son apparition avec le groupe Los Wachiturros à la mi-2011, où il est devenu populaire dans des pays étrangers comme la Bolivie, le Chili et l'Uruguay. Il a évolué au fil des ans et est également une tribu urbaine en Argentine où les adeptes se nomment eux-mêmes turros/as.
Les groupes ou chanteurs turcs les plus importants : Los Wachiturros, La Champions liga, Los Nota Lokos, Las Wachiturras, Nene Malo, Tu Papá, Estilo Turro, Las Culisueltas, Los Rompediskotekas et Los Reyes del Turreo et aujourd'hui L-Gante.

### Cumbia pop
La cumbia pop, parfois appelée canchera ou cheta est un sous-genre popularisé en Argentine en 2011 par les groupes Agapornis, Los Totora et Grupo Play. Elle combine des éléments de la cumbia argentine avec des influences pop. L'émergence de ce style se produit dans la classe supérieure, par le biais d'amis qui se connaissent pour avoir fréquenté des écoles prestigieuses ou des clubs de rugby. Au début, les groupes se caractérisaient par le fait de faire des versions de chansons populaires de rock et de pop dans le style cumbia pop, mais ils ont ensuite commencé à incorporer leurs propres compositions. Ce genre musical est actuellement très populaire en Argentine et en Uruguay.
Les groupes les plus importants du sous-genre sont : Agapornis, Grupo Play, Los Totora et Los Bonnitos. Il faut noter que la présence de groupes uruguayens sur la scène argentine est très importante, comme Rombai et Márama.